# Softstarter

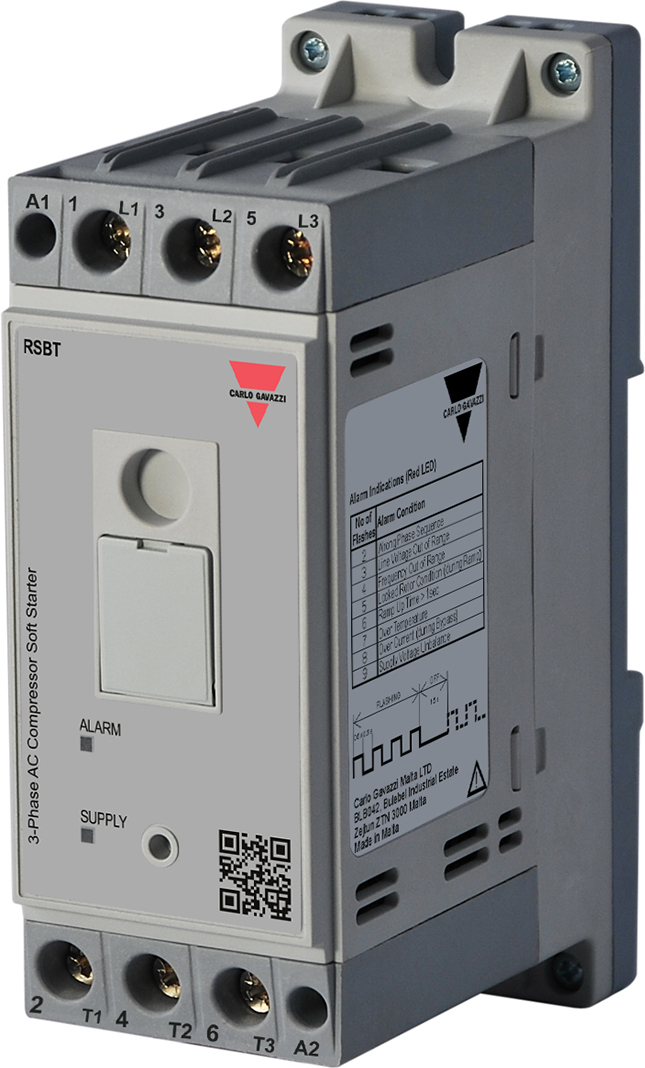
Compacte softstarter voor een 15 kW driefasen motor

Een softstarter is een elektronisch apparaat dat wordt gebruikt voor het soepel aan- en uitlopen van wisselstroommotoren.
Het apparaat verlaagt de statorspanning die naar de elektromotor gaat tijdens het aanlopen en beperkt zo de hoge inschakelstroom die kan optreden wanneer de elektromotor wordt gestart. Dit vermindert de belasting op het voedende elektriciteitsnet en verlengt de levensduur van de elektromotor.

## Werking

Elektrische schakeling van softstarter

Met behulp van vermogenselektronica regelt een softstarter door middel van faseaansnijding continu de spanning van de motor tijdens de opstartfase. Door de progressieve spanningstoename zal de motor geleidelijk op snelheid komen.
Op deze manier wordt het gedrag van motor aangepast op de belasting van de machine. Is de motor eenmaal aangelopen dan wordt de softstarter overbrugd door een contactor (bypass). De motor loopt dan spanningsverliesvrij verder.
In een softstarter wordt de spanning per fase geregeld door het elektronisch aansturen van anti-parallelgeschakelde siliciumgestuurde gelijkrichters (thyristoren), een voor de positieve helft en een voor de negatieve helft van de wisselspanning. In bepaalde omstandigheden kan de regeling ook uitgevoerd zijn met anti-parallelgeschakelde IGBT's.
Sommige softstarters kunnen ook ingezet worden om een elektromotor gecontroleerd te laten stoppen (softstop). Hierbij wordt de spanning tijdens het uitschakelen geleidelijk verlaagd. Dit voorkomt dat de elektromotor abrupt stopt waardoor de mechanische belasting op de machine wordt verminderd.

## Toepassingen
Softstarters worden toegepast daar waar motoren gelijkmatig moeten aanlopen, maar niet in snelheid geregeld hoeven te worden. Ze worden ingezet voor het inschakelen van draaistroommotoren voor het onder andere aandrijven van:
- compressoren
- pompen
- transportbanden
- ventilatoren